# Mroków (Piaseczno)
Pour les articles homonymes, voir Mroków.
Mroków (prononciation : [ˈmrɔkuf]) est un village polonais de la gmina de Lesznowola dans le powiat de Piaseczno de la voïvodie de Mazovie dans le centre-est de la Pologne.
Il se situe à environ 9 kilomètres au sud-ouest de Lesznowola (siège de la gmina), 12 kilomètres à l'ouest de Piaseczno (siège du powiat) et à 23 kilomètres au sud-ouest de Varsovie (capitale de la Pologne).
Le village compte approximativement une population de 529 habitants en 2010.

## Histoire
De 1975 à 1998, le village appartenait administrativement à la voïvodie de Varsovie.